# Ardiess
Ardiess ou Ardiess Posse est un groupe de rap béninois, groupe masculin de Rap et de RnB béninois fondé en 1996. Il est avec les Sakpata Boys l'un des groupes de Rap les plus en vue du pays.

## Histoire
Ardiess qui voit le jour en 1996 est un groupe de Rap masculin composé de cinq membres : Archange, Grizzly, R-Man, Melcky et Magic. Au départ, le groupe comptait neuf membres,,. En se mettant ensemble, les 5 amis qui ont pour point commun l'amour de la musique urbaine veulent faire du Rap une musique incontournable au Bénin et dans la sous région. Dans cette optique, le posse se produit non seulement en langue Fongbé mais aussi en  français, en l’anglais et quelques fois en Lingala. Hormis la musique, le groupe est promoteur d'événement musical tel que le Hip-Hop Kankpé,,.

## Rupture
En 2013, Ardiess Posse se sépare. Les causes de cette scission restent un mystère. Interviewé sur le sujet, Archange disait : 

« Une carrière, ça se gère sur un temps donné et après on passe le témoin à ceux qui arrivent derrière nous (..)  Ardiess a écrit les pages de la musique béninoise à une époque, mais c’est à d’autres de continuer le combat. »

R-man alias Logozo ou Fô Logozo affirmait quant à lui que,,:

« face à l’argent, les sentiments les plus rudes sont toujours mis à l’épreuve. »

Toujours est il qu'après 20 ans ensemble, Ardiess n'existe plus.

## Albums
Ensemble, les cinq camarades ont sorti 4 albums : Yemalin, Rainstorm dark spirits, la recharge et évolution,.